# Coelogyne zurowetzii
Coelogyne zurowetzii är en orkidéart som beskrevs av Cedric Errol Carr.
Coelogyne zurowetzii ingår i släktet Coelogyne och familjen orkidéer. Inga underarter finns listade i Catalogue of Life.